# Fernando Olmedo Reguera
Blahoslavený Fernando Olmedo Reguera, řeholním jménem Fernando (Ferdinand) ze Santiaga (10. ledna 1873, Santiago de Compostela – 2. srpna 1936, Madrid), byl španělský římskokatolický kněz, řeholník Řádu menších bratří kapucínů a mučedník.

## Život
Narodil se 10. ledna 1873 v Santiago de Compostela jako syn Fernanda a Elisy. Pokřtěn byl o dva dny později.
Studoval právo na Univerzitě v Santiago de Compostela a později pracoval v Pontevedra u právníka Felipe Ruza Garcíi. Poté odešel a působil v rodinném obchodě v Pontevedře, kde se staral o účetnictví.
Dne 15. února 1901 vstoupil v Lecároz do noviciátu kapucínů a přijal jméno Ferdinand ze Santiaga. Přesně o rok později složil své časné sliby a 16. července 1904 složil své sliby věčné. Po studiu teologie a filosofie byl dne 31. července 1904 vysvěcen na kněze. Roku 1908 se stal sekretářem generální kurie kapucínů v Římě, kterým byl až do roku 1917. Poté se vrátil do Španělska, kde se roku 1922 stal provinčním sekretářem a definitorem. Byl kapucínem v madridském klášteře.
Když v červenci roku 1936 vypukla španělská občanská válka a katolická církev byla pronásledována, otec Ferdinand byl 20. července zatčen spolu se svými spolubratry a 2. srpna zastřelen v rozvalinách kasáren Montaña v Madridu.

## Proces blahořečení
Proces jeho blahořečení byl zahájen roku 1954 v arcidiecézi Madrid spolu s dalšími jedenatřiceti spolubratry kapucíny.
Dne 27. března 2013 uznal papež František jejich mučednictví. Blahořečeni byli 13. října 2013 ve skupině 522 španělských mučedníků.